# Tom Heaton
Thomas David "Tom" Heaton (født 15. april 1986 i Chester, England) er en engelsk fodboldspiller der i øjeblikket spiller som målmand for Manchester United F.C. som han skiftede til i sommeren 2021 fra Aston Villa.      